# 蒙特洛 (內華達州)
蒙特洛（英語：Montello）是位於美國內華達州埃爾科縣的普查規定居民點。

## 歷史
蒙特洛的郵局自1912年營運至今。

## 人口
根據2020年美國人口普查的數據，蒙特洛的面積為1.07平方千米，皆為陸地。當地共有人口66人，而人口密度為每平方千米61.68人。